# Bellator 102
Bellator CII é um evento de artes marciais mistas promovido pelo Bellator MMA, esperado para ocorrer em 4 de outubro de 2013 no Visalia Convention Center em Visalia, California. O evento será transmitido ao vivo na Spike TV.

## Antecedentes
O evento contará com as Quartas de Final do Torneio de Médios, Semifinal do Torneio de Pesados e também com a final do Final do Torneio de Galos da Temporada de Verão de 2013 entre Rafael Silva e Anthony Leone.
Michael Page e Kenny Ento se enfrentariam no evento em uma luta de Pesos Médios. Porém, em 30 de Setembro, foi anunciado que Page havia se lesionado e ele e Ento foram removidos do card.
Perry Filkins era esperado para enfrentar Brennan Ward na Semifinal do Torneio de Médios. Porém, ele teve que se retirar da luta devido a uma lesão e foi substituído por Joe Pacheco.

## Ligações Externas
http://www.sherdog.com/events/Bellator-MMA-Bellator-102-31727